# Campionato del mediterraneo di scherma 2016
Il Campionato del mediterraneo di scherma del 2016 ("2016 Mediterranean Fencing Championships") è stato organizzato dalla Confederazione europea di scherma e si è svolto a Orano in Algeria dal 29 al 31 gennaio.
Nella categoria "juniores" del fioretto, si sono aggiudicati i titoli di campione e campionessa del mediterraneo l'egiziano Mohamed Hamza, che ha battuto in finale l'italiano Filippo Mariotti, e l'italiana Lara Bertola, che ha avuto la meglio sulla connazionale Arianna Pappone. Nella categoria "cadetti" del fioretto hanno trionfato l'italiano Tommaso Chiappelli, che ha sconfitto in finale l'algerino Salim Heroui, e l'italiana Arianna Pappone, che ha battuto all'ultimo incontro la connazionale Serena Puglia.
Nella spada il neo-campione e la neo campionessa "juniores" sono stati l'italiano Riccardo Abate, che ha battuto in finale il connazionale Gianpaolo Buzzacchino, e l'italiana Gaia Traditi, che ha superato l'egiziana Lma Huzayen. Nella categoria "cadetti" hanno vinto l'italiano Marco Molluso, che ha battuto in finale il connazionale Gianpaolo Buzzacchino, e l'italiana Gaia Traditi, che ha sconfitto la connazionale Lara Pasin.
Infine, nella competizione di sciabola della categoria "juniores", hanno trionfato l'italiano Matteo Neri, superando il tunisino Fares Ferjani, e la messicana Vanessa Infante, che ha sconfitto l'italiana Beatrice Dalla Vecchia. Nella sciabola "cadetti" hanno vinto il titolo mediterraneo, l'italiano Matteo Neri, che ha sconfitto il connazionale Giacomo Mignuzzi, e la messicana Diana Gonzalez, che ha battuto l'italiana Beatrice Dalla Vecchia.

## Podi

### Juniores

#### Uomini
| Specialità  | Oro            | Argento               | Bronzo                                   |
| Individuali |                |                       |                                          |
| Fioretto    | Mohamed Hamza  | Filippo Mariotti      | Tommaso Chiappelli Pietro Velluti Franzì |
| Spada       | Riccardo Abate | Gianpaolo Buzzacchino | Mohamed Ashour Marco Molluso             |
| Sciabola    | Matteo Neri    | Fares Ferjani         | Adel Almutairi Stefano Stigliano         |

#### Donne
| Specialità  | Oro             | Argento                | Bronzo                                      |
| Individuali |                 |                        |                                             |
| Fioretto    | Lara Bertola    | Arianna Pappone        | Yara Elsharkawy Serena Puglia               |
| Spada       | Gaia Traditi    | Lma Huzayen            | Marta Cabanes Lara Pasin                    |
| Sciabola    | Vanessa Infante | Beatrice Dalla Vecchia | Elena Hernandez Brenda Paola Medina Velasco |

### Cadetti

#### Uomini
| Specialità  | Oro                | Argento               | Bronzo                        |
| Individuali |                    |                       |                               |
| Fioretto    | Tommaso Chiappelli | Salim Heroui          | Mohamed Hamza Pietro Velluti  |
| Spada       | Marco Molluso      | Gianpaolo Buzzacchino | Jawad Aldawood Gerard Gonell  |
| Sciabola    | Matteo Neri        | Giacomo Mignuzzi      | Pere Andreu Stefano Stigliano |

#### Donne
| Specialità  | Oro             | Argento                | Bronzo                           |
| Individuali |                 |                        |                                  |
| Fioretto    | Arianna Pappone | Serena Puglia          | Lara Bertola Yara Elsharkawy     |
| Spada       | Gaia Traditi    | Lara Pasin             | Marta Cabanes Alessandra Segatto |
| Sciabola    | Diana Gonzalez  | Beatrice Dalla Vecchia | Mariam Ahmed Ludovica Ferrari    |

## Medagliere
| Pos.   | Nazione        | Oro | Argento | Bronzo | Totale |
| ------ | -------------- | --- | ------- | ------ | ------ |
| 1      | Italia         | 9   | 9       | 11     | 29     |
| 2      | Messico        | 2   | 0       | 1      | 3      |
| 3      | Egitto         | 1   | 1       | 5      | 7      |
| 4      | Tunisia        | 0   | 1       | 0      | 1      |
| 4      | Algeria        | 0   | 1       | 0      | 1      |
| 6      | Spagna         | 0   | 0       | 5      | 5      |
| 7      | Arabia Saudita | 0   | 0       | 2      | 2      |
| Totale | Totale         | 12  | 12      | 24     | 48     |